# Рула Гані
Рула Гані (нар.. 1948, Бейрут, Ліван) — дружина другого президента Афганістану Ашрафа Гані Ахмадзая.

## Біографія
Рула Гані народилася 1948 року і виросла в Лівані в маронітській християнській родині. У 1969 році вона закінчила Інститут політичних досліджень у Парижі. У 1974 році отримала ступінь магістра політичних досліджень в Американському університеті в Бейруті, де вона познайомилася зі своїм майбутнім чоловіком Ашрафом Гані.
У 1975 році вони одружилися, у пари народилося двоє дітей: дочка Маріам Гані, працює художником в Брукліні, і син Тарік. Обидві дитини народилися в Сполучених Штатах Америки і мають американське громадянство. У 1983 році Рула Гані отримала ступінь магістра журналістики в Колумбійському університеті в Нью-Йорку. У 2003 році Рула Гані повернулася до Афганістану.
У 2015 році американський журнал Time вніс Рулу до списку 100 найвпливовіших людей світу. Рула Гані має громадянство Афганістану, Лівану та Сполучених Штатів. Вона вільно говорить англійською, французькою, арабською мовами і дарі.

## Оцінка діяльності

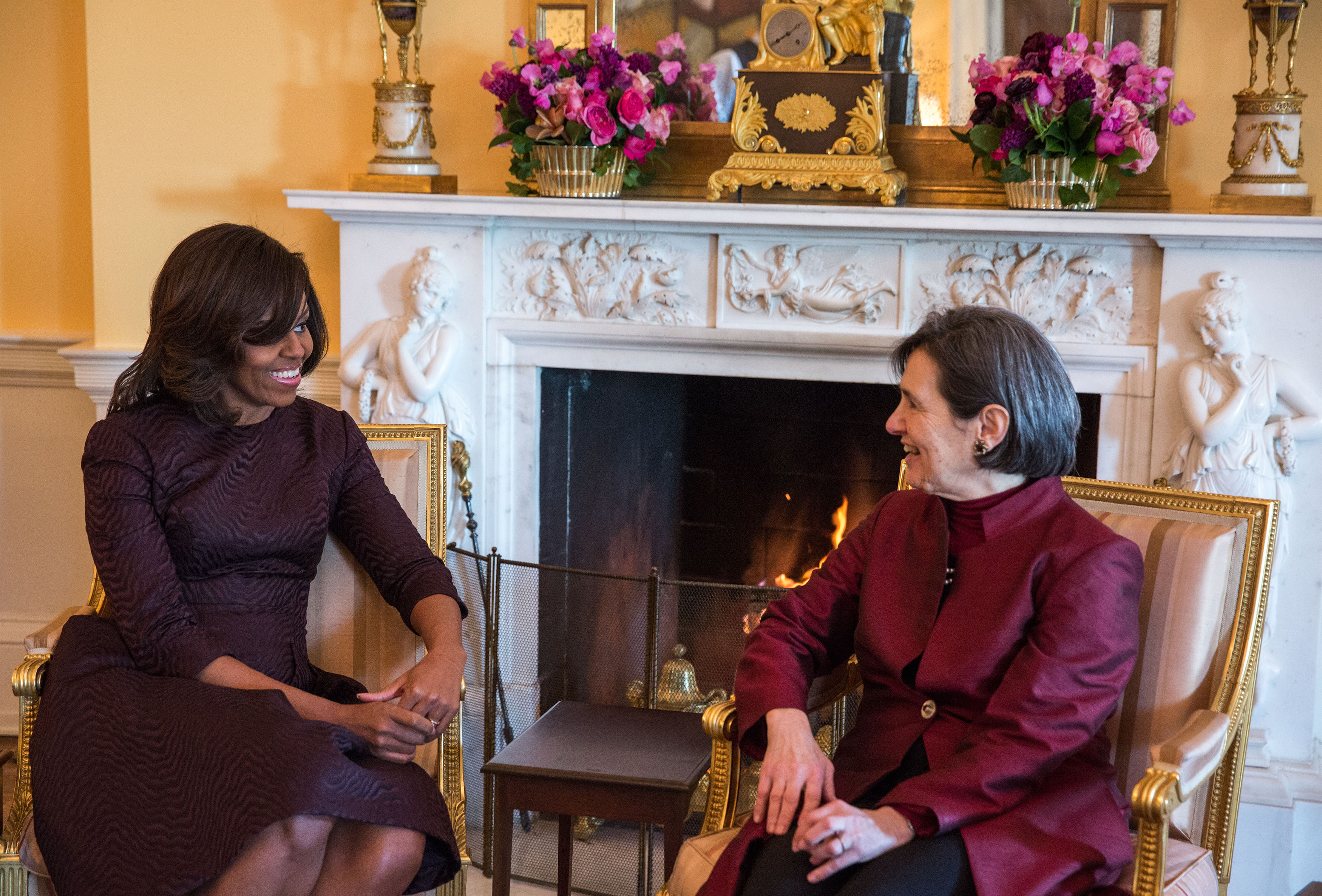
Мішель Обама на зустрічі з Рулою Гані, 2015 року.

У 2014 році під час президентської інавгурації Ашраф Гані публічно подякував своїй дружині, назвавши її афганським іменем Бібі Гюль: «Я хочу подякувати моїй дружині Бібі Гюль за те, що підтримує мене та Афганістан. Вона завжди підтримувала афганських жінок, і я сподіваюся, що вона продовжуватиме це робити».
Історик Алі А Оломі в 2017 році стверджував, що після прецеденту афганської королеви Сорая, Рула Гані може сприяти реальним змінам для жінок прав у країні.
Як перша леді, Гані була прихильницею прав жінок.

### Події серпня 2021 року
15 серпня 2021 року Гані втекла з Афганістану з чоловіком, дітьми та двома близькими помічниками, коли таліби захопили Кабул. Президентський палац Афганістану Арга, був захоплений через кілька годин талібами. 18 серпня 2021 року уряд Об'єднаних Арабських Еміратів заявив, що родина Гані перебуває у їхній країні.